# LB Châteauroux
La Berrichonne de Châteauroux (normalt bare kendt som LB Châteauroux) er en fransk fodboldklub fra Châteauroux i Centre-regionen. Klubben spiller i den næstbedste række, Ligue 2, men har en enkelt gang, i sæsonen 1997-98, spillet i den bedste liga, Ligue 1. Klubben blev stiftet i 1883 og spiller sine hjemmekampe på Stade Gaston Petit. 
LB Châteauroux' største bedrifter kom i 1997 hvor man vandt Ligue 2, samt i 2004, hvor man spillede sig frem til finalen i Coupe de France. Kampen blev dog tabt til Paris Saint-Germain, men da hovedstadsklubben allerede havde sikret sig adgang til europæisk fodbold via ligaen, fik LB Châteauroux tildelt en plads i UEFA Cuppen den følgende sæson. Her blev man dog allerede i 1. runde besejret af belgiske Club Brugge.

## Titler
- Ligue 2 (1): 1997

## Kendte spillere
- Florent Malouda
- Stephane Dalmat

## Danske spillere
- Ingen